# Scheidingsweg
Er zijn vele wegen met de naam 'Scheidingsweg'. Zoals de naam aangeeft, vormen of vormden dergelijke wegen vaak een afscheiding, bijvoorbeeld tussen twee dorpen of gemeenten.
Wegen met deze naam zijn onder andere te vinden in in Boekel, Boxtel, Een-West, Ell, Genk, Groenlo, Haulerwijk, Herkenbosch, Hoevelaken, Hooglanderveen, Hunsel, Lievelde, Meijel, Mook, Nieuw-Amsterdam, Nijmegen, Odiliapeel, Ottersum, Roermond, Schalkwijk, Schijndel, Sint-Oedenrode, Someren, Veelerveen, Vlodrop, Weurt en Wijster.